# Аутенгрубер, Ян
Ян Аутенгрубер (чеш. Jan Autengruber; 25 апреля 1887, Пацов — 15 июля 1920, Прага) — чешский художник.

## Биография
Образование получил в школе прикладного искусства в Праге, где учился у профессора Дитети. Среди его коллег по Школе были, ставшие впоследствии известными художниками Олдржих Блажичек, Йозеф Лада и другие.
Затем продолжил учёбу в Мюнхенской академии художеств. Дважды выиграл ежегодную премию Академии. Это привлекло к нему внимание немецкой общественности, что нашло отражение и в количестве организованных им выставок на родине (в Чехии) и в Германии (Прага, Мюнхен, Берлин, Дрезден, Мангейм, Ганновер, Кёльн, Гамбург и Франкфурт). Успех художника отметили и немецкие критики. В чешской националистической среде, однако, критика и публика вели себя за редким исключением очень сдержано.
В 1907—1913 годах работал в Мюнхене, где занимался, в основном, портретной живописью, писал картины в жанре ню, копировал картины старых мастеров.
В 1910 году совершил велосипедную поездку в Париж. В 1913 он выиграл стипендию и отправился в Италию. В 1913—1915 годах — жил и творил на Апеннинском полуострове, писал пейзажи.
Участник первой мировой войны. В 1917 году записался добровольцем и ушёл на фронт, но вскоре был демобилизован.
После войны с 1918 года работал в Южной Чехии, затем поселился в Праге и поступил учиться в пражский университет, где на философском факультете изучал историю искусств.
Заболел испанкой, которая перешла в тяжëлую пневмонию. Умер в пражской больнице Винограды в 1920 году.

## Творчество
В конце первого десятилетия XX века стиль художника отмечен спокойной манерой, с акцентом на выражение и свежесть жеста. Итальянским пейзажам, особенно выполненным на юге, в районе Таормина, присущ лёгкий, яркий стиль, картины полны выразительными цветовыми пятнами. После 1910 года манера письма постепенно уступает место обобщённым динамичным композициям, типичным для его более поздних работ.
В Италии в его картинах начали появляться библейские сюжеты (Распятие, Поднятие на крест, Святой Себастьян и Саломея).

## Избранные работы
- Автопортрет — 1910,
- Швеи — 1912,
- Баварская крестьянка — 1913,
- Перед купанием — 1913,
- Грустно Пинчио в Риме — 1914,
- Крещение Христа — 1914,
- Выбранное — 1917,
- Весеннее настроение Pacov — 1917—1918,
- Портрет бабушки — 1918.

|  |  |  |  |  |